# Peter Fonk
Peter Fonk (* 29. Juni 1955 in Münster) ist ein deutscher Moraltheologe.

## Leben
Peter Fonk studierte ab 1975 Theologie, Philosophie und Slavistik an der Westfälischen Wilhelms-Universität Münster und der Julius-Maximilians-Universität Würzburg. 1983 wurde er mit einer Arbeit über die Philosophie Arnold Gehlens in Würzburg zum Dr. phil. promoviert. 1989 wurde er in Würzburg mit einer dogmatischen Arbeit über Sören Kierkegaard zum Dr. theol. promoviert. 1994 habilitierte er sich bei Bernhard Fraling, Lehrstuhlinhaber am Institut für systematische Theologie, für das Fach Moraltheologie mit der Schrift Glauben, handeln und begründen. Theologische und anthropologische Bedingungen ethischer Argumentation.
1994 erhielt er einen Ruf auf den Lehrstuhl für Moraltheologie an die Universität Passau, den er bis zu seiner Emeritierung innehatte. Zum 1. April 2021 erfolgte seine Ernennung zum Seniorprofessor. Er war Vorstand der Katholisch-Theologischen Fakultät. Seit 2003 ist er Leiter des Instituts für angewandte Ethik in Wirtschaft, Aus- und Weiterbildung (ethik WAW).
Peter Fonk hat zahlreiche wissenschaftliche Veröffentlichungen publiziert; er ist Redaktionsmitglied der interdisziplinären Zeitschrift Ethica. Zudem ist er engagiert in der außeruniversitären Fort- und Weiterbildung. Er ist Mitglied des Wissenschaftlichen Beirats für das Theologische Fernstudium in Würzburg, des „Allgemeiner Rat“ der Katholischen Akademie in Bayern und Mitglied einer Arbeitsgruppe der Kommission VIII (Wissenschaft und Kultur) der Deutschen Bischofskonferenz.
Zu seinen Schülern gehört Johannes Brantl. Am 6. Mai 2022 hielt er seine Abschiedsvorlesung. Seinen Ruhestand verbringt er in seiner Geburtsstadt Münster.

## Ehrungen
- Papst Benedikt XVI. verlieh ihm am 7. Oktober 2009 den Ehrentitel Kaplan Seiner Heiligkeit (Monsignore).
- Seit 1999 ist er Ehrenmitglied der katholischen Studentenverbindung K.D.St.V. Oeno-Danubia im Cartellverband (CV).

## Schriften
- Transformation der Dialektik. Grundzüge der Philosophie Arnold Gehlens. Königshausen und Neumann, Würzburg 1983, ISBN 3-88479-130-3.
- Zwischen Sünde und Erlösung. Entstehung und Entwicklung einer christlichen Anthropologie bei Søren Kierkegaard. Butzon und Bercker, Kevelaer 1990, ISBN 3-7666-9700-5.
- Glauben, handeln und begründen. Theologische und anthropologische Bedingungen ethischer Argumentation. Herder, Freiburg 1995, ISBN 3-451-23880-2.
- als Herausgeber mit Udo Zelinka: Orientierung in pluraler Gesellschaft. Ethische Perspektiven an der Zeitenschwelle. Herder, Freiburg 1999, ISBN 3-451-26901-5 (Festschrift zum siebzigsten Geburtstag von Bernhard Fraling).
- Zum Aufbruch ermutigt. Kirche und Theologie in einer sich wandelnden Zeit. Herder, Freiburg 2000, ISBN 3-451-27345-4.
- Christlich handeln im ethischen Konflikt. Brennpunkte heutiger Diskussionen. Pustet, Regensburg 2000, ISBN 3-7917-1718-9.
- mit Helmuth Pree: Theologie und Seelsorge in einer zukunftsfähigen Kirche. Universitätsverlag, Passau 2000, ISBN 3-86036-200-3.
- Frieden schaffen – auch mit Waffen? Theologisch-ethische Überlegungen zum Einsatz militärischer Gewalt angesichts des internationalen Terrorismus und der Irak-Politik. Kohlhammer, Stuttgart 2003, ISBN 3-17-018106-8.
- Das Gewissen. Was es ist – wie es wirkt – wie weit es bindet. Pustet, Regensburg 2004, ISBN 3-7867-8543-0.